# Lunette

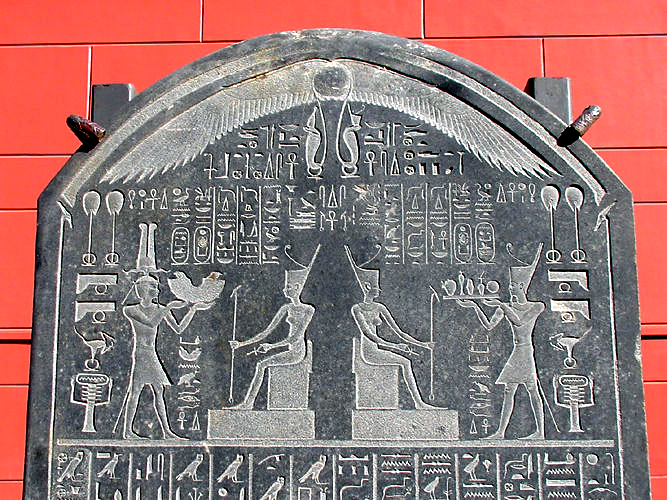
Lunette de uma estela com um decreto do faraó Nectanebo I. A lunette cobre o terço superior da estela.

A lunette é a porção superior das estelas, normalmente em formato semicírculo. Seu uso se deu sobretudo no Antigo Egito, e era comum a várias categorias de estelas: funerárias, celebrando vitórias, autobiográficas, religiosas, dedicatórias e outras.
Nas estelas egípcias, esse é o lugar onde comumente é apresentado um prelúdio para o tópico tratado no documento. O corpo principal da estela era apresentado abaixo da lunette, geralmente separado por uma linha horizontal. As estelas egípcias frequentemente apresentam linhas horizontais de hieróglifos, e, não raro, as suas lunettes continham instruções verticais mais curtas, também em hieróglifos. 
Seu nome é uma referência à sua forma semicírcular ou de "meia-lua", tal qual o elemento homônimo da arquitetura.

## 19ª Dinastia do Egito, pós Amarna
Do período pós-Amarna em diante, muitos estelas pessoais fizeram exortações às antigas divindades egípcias; estelas para deuses específicos "foram erguidos para intervir pessoalmente com o deus local, muitas vezes para buscar justiça ou oferecer uma explicação para coisas que deram errado em suas vidas. O falecido é mostrado ajoelhado, levantando as mãos em oração ... . " Algumas das estelas votivas pessoais tinham orelhas (hieróglifos), para representar os deuses ouvindo o suplicante.

## Galeria

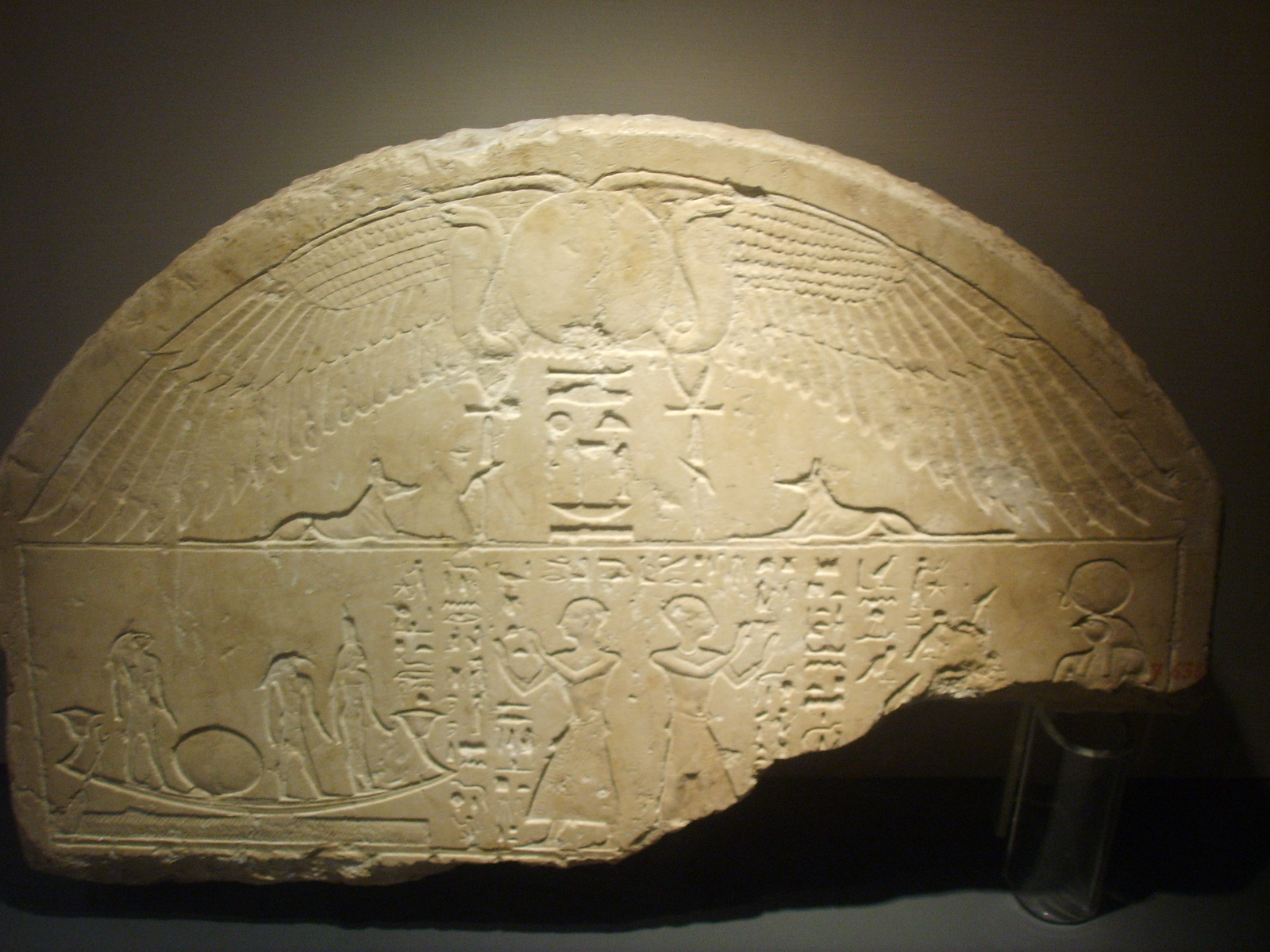
Exemplo de lunette com asas.
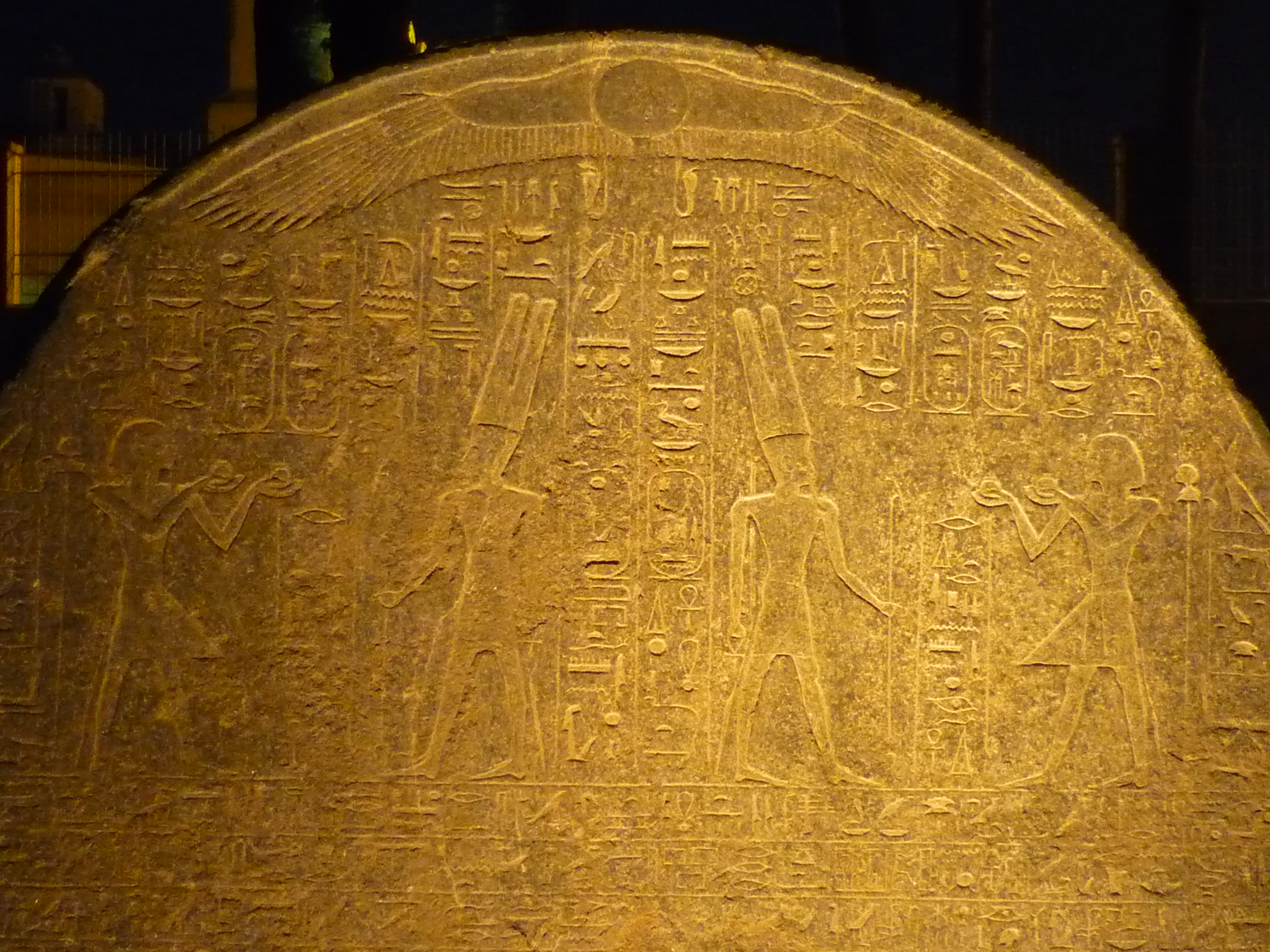
Lunette com texto em hieróglifos dispostos no sentido vertical.
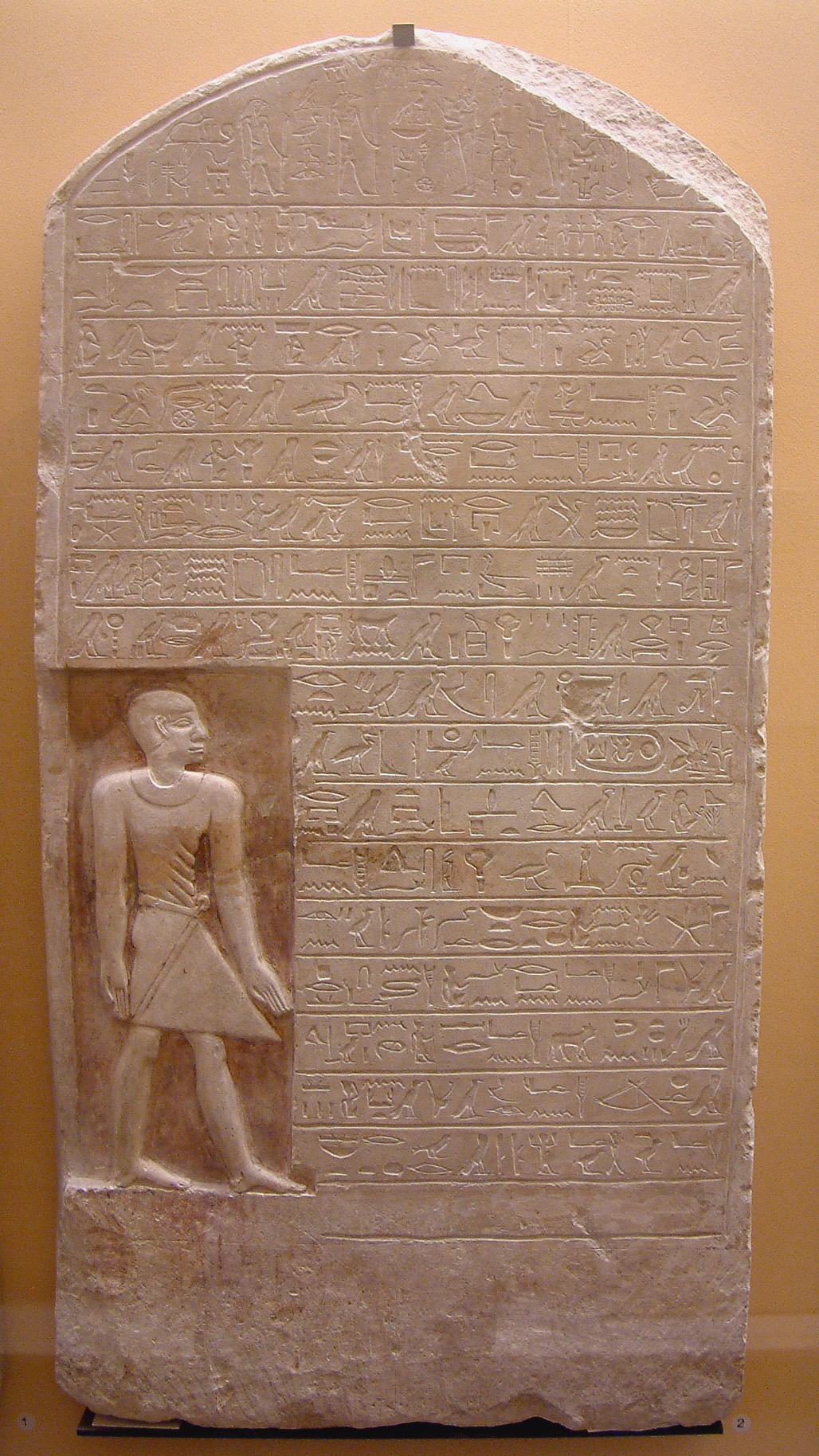
Estela com lunette de pequenas dimensões. Baixo-relevo no corpo da estela.